# Battaglia del passo di Khyber
La battaglia del passo di Khyber (o di Kheibar) fu un combattimento avvenuto tra l'Impero persiano guidato da Nadir Shah e lo stato di Peshawar, vassallo dell'Impero Mughal. Il risultato fu la strabiliante vittoria dei persiani che aprì loro la strada verso il cuore dell'Impero Mughal di Muhammad Shah.

## Il contesto
Il primo evento militare del nuovo regno di Nadir come scià di Persia fu la conquista di Kandahar. Nadir era da tempo alla ricerca di un pretesto per un'invasione dell'India mughal. Riuscito a catturare Qandahar e dopo aver messo fine al governo della Dinastia Hotak, colse l'occasione per cui le autorità Mughal avevano deliberatamente rifiutato di cooperare per catturare le spie ed i fuggitivi dell'esercito afghano che avevano cercato rifugio in India.
Reza Qoli, figlio di Nadir, venne nominato viceré ed inviato nel Khorasan per rendere Nadir libero di muoversi ad est. A questo punto l'intelligence persiana riportò che il governatore di Kabul e Peshawar stava radunando un esercito di 20 000 uomini (in gran parte guerrieri afghani) e, pur non ricevendo aiuto da Delhi, era intenzionato a resistere all'incursione di Nadir nelle sue terre.

## La battaglia
La posizione scelta dall'esercito persiano poteva essere difficilmente meglio scelta, in quanto la scelta ricadde sullo stretto passo di Kheibar dove solo una piccola colonna di uomini poteva sperare di marciare e qualsiasi combattimento o formazione da battaglia sarebbe risultata impossibile. Nadir convinto nel voler evitare la battaglia, scelse un approccio più raffinato alla faccenda. Una guida locale lo informò della presenza di una passo difficilmente attraversabile che però si trovava in parallelo a quello di Kheibar, chiamato passo di Chatchoobi.
Partito il 26 novembre da Jalal Abad, l'esercito persiano giunse a Barikab (a 33 chilometri dal passo di Kheibar) dove Nadir divise il suo esercito lasciando Morteza Mirza dietro di lui col grosso dell'esercito a sua disposizione, inviando invece 12 000 uomini al passo di Kheibar sotto il controllo di Nasrollah Qoli con 10 000 cavalieri leggeri al suo diretto comando. Iniziando un'epica marcia di 80 chilometri nel difficile terreno dell'Asia, Nadir raggiunse Ali-Masjed dove i suoi 10 000 uomini si spostarono verso il fine est del passo di Kheibar.
La cavalleria persiana formò i propri ranghi e caricò le forze del nemico malgrado il minor numero, le quali resistettero inizialmente allo shock di trovarsi il nemico esattamente alle proprie spalle prima di essere tutti uccisi, fatti prigionieri (tra cui il governatore di Peshawar). Il generale russo Kishmishev descrisse la campagna come un "caposaldo" dell'arte guerresca.

## Conseguenze

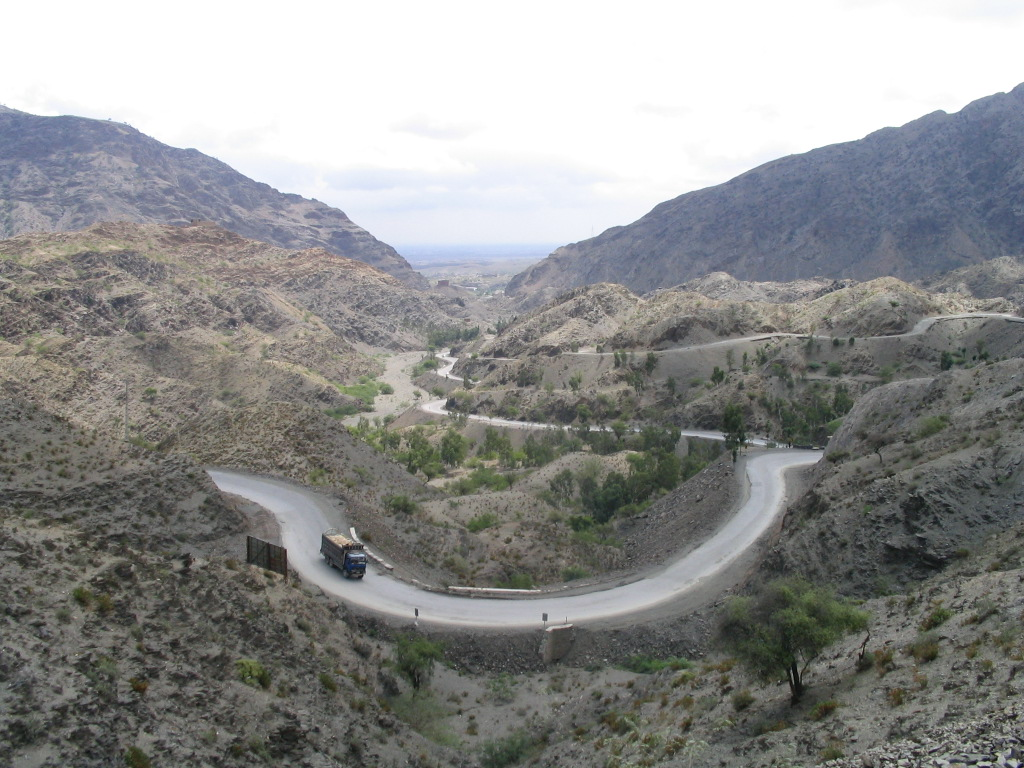
Il passo di Kheibar oggi

Poco dopo, Peshawar e Kabul caddero nelle mani dei persiani e Nadir marciò su Lahore. L'esercito del governatore di Lahore venne facilmente sconfitto e Nadir che costrinse la città a pagargli anche un tributo di guerra.
La notizia di queste catastrofi bloccò le autorità di Delhi che iniziarono ad inviare frenetiche richieste d'aiuto in tutta l'India settentrionale.